# The Fast and the Fierce
Pour plus de détails, voir Fiche technique et Distribution.
The Fast and the Fierce est un film d'action américain réalisé par Ron Thornton, sorti en 2017. Il met en vedettes dans les rôles principaux Adrian Paul, Dominique Swain et Moose Ali Khan. Le titre est un clin d’œil à Fast and Furious (2001), mais l’intrigue n’a absolument rien à voir avec ce film. Elle plagie celle d’un autre film, Speed (1994),.

## Synopsis
Des terroristes posent sur un vol commercial une bombe programmée pour exploser si l’avion descend en dessous de 800 pieds (240 mètres) d’altitude. L’équipage doit se battre pour garder l’avion en l’air et tous les passagers en vie.  

## Distribution
- Adrian Paul : Coleman
- Dominique Swain : Juliette
- Moose Ali Khan : Khalib
- Mimi Davila : Donna
- Zach Steffey : Benji
- Jannica Olin : Alexis
- Jason Tobias : Kurt
- Joe Chambrello : J.C.
- Shamar Philippe : Matthew
- Monique Parent : Harriet
- Jes Selane : Henry
- Kyle Butenhoff : Agent Michaels
- Quinn Knox : Frankie
- Sophia Thomas : Stevie
- Anthony Cangialosi : David
- Jeffrey James Lippold : Andy
- Gina Hiraizumi : Amy
- Michael McCarthy : Agent Reynolds, du TSA[1]

## Production

### Tournage
Le tournage a eu lieu aux Remmet Studios, 8033 Remmet Avenue, à Canoga Park, en Californie, aux États-Unis.

## Sortie
Le film est sorti le 1er avril 2017 en Pologne.

## Accueil

### Réception critique
Le film a obtenu un score d’audience de 20% sur Rotten Tomatoes 